# Eriogonum prattenianum
Eriogonum prattenianum là một loài thực vật có hoa trong họ Rau răm. Loài này được Durand mô tả khoa học đầu tiên năm 1855.